# Leichtathletik-Europameisterschaften 1982/Stabhochsprung der Männer

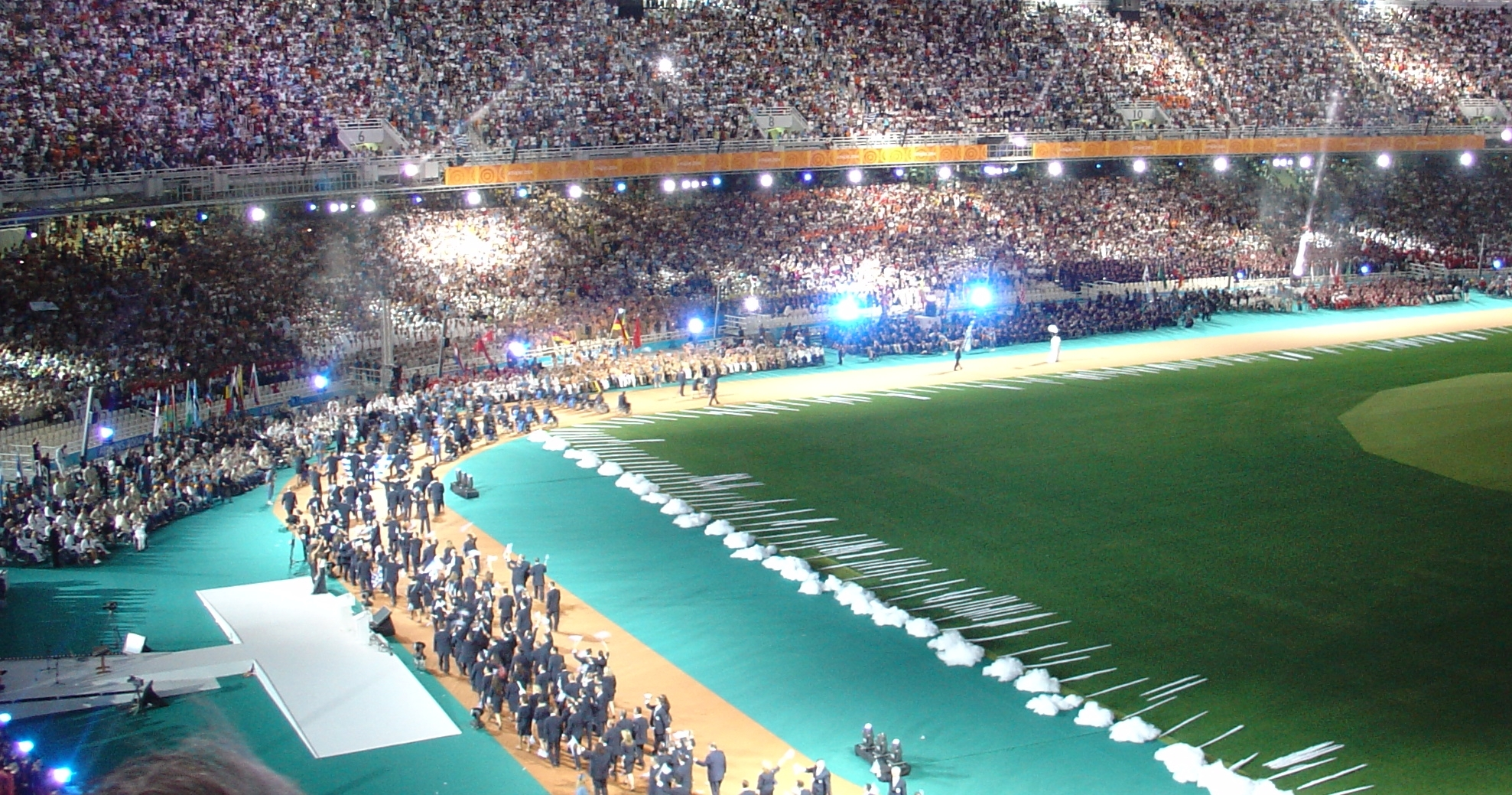
Das Athener Olympiastadion bei der Eröffnung der Paralympics 2004

Der Stabhochsprung der Männer bei den Leichtathletik-Europameisterschaften 1982 wurde am 7. und 9. September 1982 im Olympiastadion von Athen ausgetragen.
In diesem Wettbewerb errangen die Stabhochspringer aus der Sowjetunion einen Doppelsieg. Europameister wurde Alexander Krupski. Den zweiten Platz belegte Weltrekordinhaber Wladimir Poljakow. Bronze ging an den Bulgaren Atanas Tarew.

## Rekorde

### Bestehende Rekorde
| Weltrekord           | 5,81 m | Wladimir Poljakow   | Tiflis, Sowjetunion (heute Georgien) | 25. Juni 1981     |
| Europarekord         | 5,81 m | Wladimir Poljakow   | Tiflis, Sowjetunion (heute Georgien) | 25. Juni 1981     |
| Meisterschaftsrekord | 5,55 m | Wladimir Trofimenko | EM Prag, Tschechoslowakei            | 1. September 1978 |

### Rekordverbesserungen
Die drei erstplatzierten Athleten verbesserten den bestehenden EM-Rekord im Finale am 9. September um fünf Zentimeter auf 5,60 m, womit sie den Welt- und Europarekord um 21 Zentimeter verfehlten:
- Europameister Alexander Krupski, Sowjetunion
- Vizeeuropameister Wladimir Poljakow, Sowjetunion
- Bronzemedaillengewinner Atanas Tarew, Bulgarien

## Legende
Kurze Übersicht zur Bedeutung der Symbolik – so üblicherweise auch in sonstigen Veröffentlichungen verwendet:
| CR  | Championshiprekord    |
| NM  | keine Höhe (no mark)  |
| ogV | ohne gültigen Versuch |

## Qualifikation
7. September 1982
24 Wettbewerber traten in zwei Gruppen zur Qualifikationsrunde an. Sieben von ihnen (hellblau unterlegt) übertrafen die Qualifikationshöhe für den direkten Finaleinzug von 5,45 m. Damit war die Mindestzahl von zwölf Finalteilnehmern nicht erreicht. Das Finalfeld wurde mit den nachfolgend bestplatzierten Sportlern so aufgefüllt, dass mindestens zwölf von ihnen im Finale dabei waren. Ein Stabhochspringer hatte 5,40 m, sechs weitere 5,35 m übersprungen. Diese sieben Teilnehmer (hellgrün unterlegt) hatten sich somit ebenfalls für die Endrunde qualifiziert.

### Gruppe A
| Platz | Name                   | Nation           | Höhe (m) |
| ----- | ---------------------- | ---------------- | -------- |
| 1     | Alexander Tschernjajew | Sowjetunion      | 5,45     |
| 2     | Atanas Tarew           | Bulgarien        | 5,45     |
| 3     | Tadeusz Ślusarski      | Polen            | 5,45     |
| 3     | Günther Lohre          | BR Deutschland   | 5,45     |
| 5     | Pierre Quinon          | Frankreich       | 5,45     |
| 6     | František Jansa        | Tschechoslowakei | 5,35     |
| 7     | Ferenc Salbert         | Frankreich       | 5,25     |
| 8     | Daniel Aebischer       | Schweiz          | 5,25     |
| NM    | Antti Kalliomäki       | Finnland         | ogV      |
| NM    | Rauli Pudas            | Finnland         | ogV      |
| NM    | Kjell Isaksson         | Schweden         | ogV      |
| NM    | Andreas Tsonis         | Griechenland     | ogV      |

### Gruppe B
| Platz | Name                 | Nation         | Höhe (m) |
| ----- | -------------------- | -------------- | -------- |
| 1     | Wladimir Poljakow    | Sowjetunion    | 5,45     |
| 2     | Felix Böhni          | Schweiz        | 5,45     |
| 3     | Miro Zalar           | Schweden       | 5,40     |
| 4     | Timo Kuusisto        | Finnland       | 5,35     |
| 4     | Zbigniew Radzikowski | Polen          | 5,35     |
| 6     | Thierry Vigneron     | Frankreich     | 5,35     |
| 6     | Alexander Krupski    | Sowjetunion    | 5,35     |
| 8     | Jürgen Winkler       | BR Deutschland | 5,35     |
| 9     | Stanimir Pentschew   | Bulgarien      | 5,25     |
| NM    | Mauro Barella        | Italien        | ogV      |
| NM    | Iwo Jantschew        | Bulgarien      | ogV      |
| NM    | Jean-Michel Bellot   | Frankreich     | ogV      |

## Finale

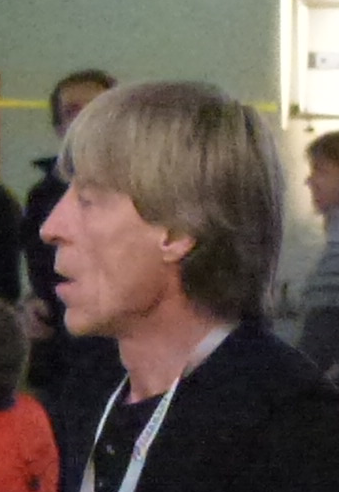
Am Beginn seiner Sportlerkarriere belegte Thierry Vigneron Rang fünf – später brachte er zwei Mal den Weltrekord in seinen Besitz, gewann Olympiabronze 1984 und WM-Silber 1987

9. September 1982
| Platz | Name                   | Nation           | Höhe (m) |
| ----- | ---------------------- | ---------------- | -------- |
| 1     | Alexander Krupski      | Sowjetunion      | 5,60 CR  |
| 2     | Wladimir Poljakow      | Sowjetunion      | 5,60 CR  |
| 3     | Atanas Tarew           | Bulgarien        | 5,60 CR  |
| 4     | Miro Zalar             | Schweden         | 5,55000  |
| 5     | Alexander Tschernjajew | Sowjetunion      | 5,50000  |
| 5     | Thierry Vigneron       | Frankreich       | 5,50000  |
| 7     | František Jansa        | Tschechoslowakei | 5,50000  |
| 7     | Günther Lohre          | BR Deutschland   | 5,50000  |
| 9     | Felix Böhni            | Schweiz          | 5,45000  |
| 10    | Zbigniew Radzikowski   | Polen            | 5,45000  |
| 11    | Jürgen Winkler         | BR Deutschland   | 5,35000  |
| 12    | Pierre Quinon          | Frankreich       | 5,35000  |
| 12    | Tadeusz Ślusarski      | Polen            | 5,35000  |
| NM    | Timo Kuusisto          | Finnland         | ogV000   |

## Videolinks
- Athens 1982 Athletics European Championship Pole Vault Biomechanics, www.youtube.com, abgerufen am 5. Dezember 2022
- European Pole Vault Athens 1982, www.youtube.com, abgerufen am 5. Dezember 2022